# For Tomorrow
"For Tomorrow" är den brittiska gruppen Blurs femte singel, utgiven den 19 april 1993. Som bäst nådde singeln plats 28 på den brittiska topplistan. Detta var den första singeln från albumet Modern Life Is Rubbish. Samtliga låtar är skrivna av Albarn/Coxon/James/Rowntree.

## Låtlista
- CD1

1. "For Tomorrow" ("visit to primrose hill" extended)
2. "Peach"
3. "Bone Bag"

- CD2  (släpptes 26 april)

1. "For Tomorrow" (singel-version)
2. "When The Cows Come Home"
3. "Beachcoma"
4. "For Tomorrow" (akustisk)

- 12"

1. "For Tomorrow" ("visit to primrose hill" extended)
2. "Into Another"
3. "Hanging Over

- Cassette

1. "For Tomorrow" ("visit to primrose hill" extended)
2. "Into Another"
3. "Hanging Over"